# Гуняшев, Сергей Николаевич
Сергей Николаевич Гуняшев (28 марта 1965, Челябинск-40 — 4 апреля 2002, Таганрог) — советский тяжелоатлет, чемпион СССР (1990), призёр чемпионата Европы (1991). Мастер спорта СССР международного класса.

## Биография
Сергей Гуняшев родился 28 марта 1965 года в закрытом городе Челябинск-40 (ныне Озёрск). С 1986 года жил в Таганроге. Занимался тяжёлой атлетикой под руководством Заслуженного тренера СССР Виктора Дорохина.
Наиболее значимых успехов добивался на рубеже 1980-х и 1990-х годов. В 1990 году выиграл чемпионат СССР и соревнования на Кубок СССР. В 1991 году был включён в состав советской сборной на чемпионате Европы во Владыславово, где завоевал бронзовую медаль. В 1992 году завершил свою спортивную карьеру.
Умер 4 апреля 2002 года. Похоронен на Николаевском кладбище в Таганроге.

## Семья
- Александр Гуняшев (род. 1959) — брат, советский тяжелоатлет, чемпион Европы (1985), призёр чемпионата мира (1985).
- Елена Гуняшева, (род. 1990) - дочь